# Hancock (Nou Hampshire)
Hancock és una població dels Estats Units a l'estat de Nou Hampshire. Segons el cens del 2000 tenia 1.739 habitants.

## Demografia
Segons el cens del 2000, Hancock tenia 1.739 habitants, 706 habitatges, i 494 famílies. La densitat de població era de 22,4 habitants per km².
Dels 706 habitatges en un 31,2% hi vivien nens de menys de 18 anys, en un 62,6% hi vivien parelles casades, en un 5,1% dones solteres, i en un 29,9% no eren unitats familiars. En el 25,1% dels habitatges hi vivien persones soles el 10,3% de les quals corresponia a persones de 65 anys o més que vivien soles. El nombre mitjà de persones vivint en cada habitatge era de 2,46 i el nombre mitjà de persones que vivien en cada família era de 2,94.
Per edats la població es repartia de la següent manera: un 25% tenia menys de 18 anys, un 3,9% entre 18 i 24, un 26% entre 25 i 44, un 28,3% de 45 a 60 i un 16,8% 65 anys o més.
L'edat mediana era de 43 anys. Per cada 100 dones de 18 o més anys hi havia 90,2 homes.
La renda mediana per habitatge era de 55.000$ i la renda mediana per família de 64.423$. Els homes tenien una renda mediana de 40.000$ mentre que les dones 31.200$. La renda per capita de la població era de 29.445$. Entorn del 2,7% de les famílies i el 3,8% de la població estaven per davall del llindar de pobresa.